# 423 Diotima
423 Diotima је астероид главног астероидног појаса са пречником од приближно 208,77 km.
Афел астероида је на удаљености од 3,187 астрономских јединица (АЈ) од Сунца, а перихел на 2,944 АЈ.
Ексцентрицитет орбите износи 0,039, инклинација (нагиб) орбите у односу на раван еклиптике 11,233 степени, а орбитални период износи 1960,689 дана (5,368 година).
Апсолутна магнитуда астероида је 7,24 а геометријски албедо 0,051.
Астероид је откривен 7. децембра 1896. године.